# Arcadia 2001
Arcadia 2001 är en spelkonsol som skapades av det amerikanska hemelektronikföretaget Emerson Radio och släpptes 1982. Totalt 35 spel utvecklades till spelkonsolen under dess livstid.
Två Intellivision-liknande handkontroller sitter fast i spelkonsolen med tolv knappar och en joystick på framsidan samt en knapp på vänster och höger sida om den. En polyesterfilm som kan placeras ovanpå knappsatsen på handkontrollens framsida följde med vissa spel. Själva spelkonsolen har fem knappar på framsidan som låter användaren bland annat sätta igång och starta om konsolen.

### Fotnoter
1. ↑  Forster, Winnie (2005). The encyclopedia of consoles, handhelds & home computers 1972 - 2005. GAMEPLAN. sid. 57. ISBN 3-00-015359-4
2. ↑  Watcher, Dark. ”Emerson Arcadia 2001 - DW Facts”. Video Game Console Library. http://www.videogameconsolelibrary.com/pg80-arcadia.htm#page=reviews. Läst 6 januari 2014.